# Honnahanakodu, Somvarpet
Honnahanakodu là một làng thuộc tehsil Somvarpet, huyện Kodagu, bang Karnataka, Ấn Độ.